# Sycophila townesi
Sycophila townesi är en stekelart som beskrevs av T.C. Narendran 1994. Sycophila townesi ingår i släktet Sycophila och familjen kragglanssteklar.
Artens utbredningsområde är Taiwan. Inga underarter finns listade i Catalogue of Life.